# Théodard de Maastricht
Saint Théodard (620-vers 670) est un saint et martyr chrétien. 
Il fut élève de saint Remacle, qui le nomme à la tête des monastères de Stavelot et de Malmedy. Il devient ensuite évêque de Maastricht. Il a été le maître de saint Lambert. Il est mort entre 669 et 675 : il aurait été tué dans la région de Spire, au cours d'un voyage entrepris afin de rencontrer Childéric II. Saint Lambert aurait fait enterrer son corps à Liège. On le fête le 10 septembre.
Saint Théodard a été le saint patron protecteur de la ville de Thuin (bonne ville principautaire liégeoise) où une collégiale lui était dédiée jusque l'annexion française qui la fera démolir. Il en reste la tour qui est devenue le beffroi de Thuin.
Il est le père de sainte Irmina d'Oeren.